# Нижньокринське
Нижньокри́нське — селище Амвросіївської міської громади Донецького району Донецької області, Україна.

## Загальні відомості
Відстань до райцентру становить близько 11 км і проходить автошляхом місцевого значення.
Унаслідок російської військової агресії із серпня 2014 р. Нижньокринське перебуває на території ОРДЛО.

## Населення
За даними перепису 2001 року населення селища становило 602 особи, із них 51,5 % зазначили рідною мову українську, 45,18 % — російську, 1,83 % — вірменську, 0,66 % — білоруську та 0,17 % — молдовську мови.